# Hutaraja (Sayur Matinggi)
Hutaraja is een bestuurslaag in het regentschap Tapanuli Selatan van de provincie Noord-Sumatra, Indonesië. Hutaraja telt 542 inwoners (volkstelling 2010).